# Death in June
Death in June je angleška neofolk glasbena skupina, ki jo vodi Douglas Pearce, bolj poznan kot Douglas P. Skupina je bila originalno ustanovljena v Veliki Britaniji leta 1981 kot trio, po odhodu ostalih članov 1984 in 1985 pa je skupina postala delo samo Douglasa P. in ostalih, ki so z njim sodelovali. Douglas P. sedaj živi v Avstraliji. 
V več kot treh desetletjih je skupina menjala veliko stilov, od post punka do industrial in bolj akustične glasbe in neofolka. Včasih je bila skupina opredeljena kontraverzno zaradi ikonografije, ki je spominjala na nacizem. Skupina je imela velik vpliv na celoten neofolk žanr. 

## Zgodovina
Pearce je ustanovil Death in June leta 1981 skupaj z Patricko Leagasom in Tonyjem Wakefordom. Tony Wakeford je kasneje ustanovil skupino Sol Invictus. V začetku so Death in June igrali punk, kmalu pa je nanje vplivala tudi elektronika in martial glasba. Nanje so vplivali tudi post punk skupina Joy Division. Prva besedila so vsebovala politična sporočila, kasneje pa ezoterična. 
Z albumom The Guilty Have No Pride leta 1983 so sprejeli bolj evropsko tradicionalno folk glasbo, bolj so uporabljali akustične kitare, hkrati pa so še vedno eksperimentirali z elektroniko in post-industrial glasbo. 
Douglas P je v začetku sodeloval tudi z Davidom Tibetom, ki je imel skupino Current 93. Douglas P. je Tibetu uvede tudi v runsko pisavo, saj je bil Tiber blizu ezoteriki in religiji. Sodelovali so vse do albuma Rose Clouds of Holocaust, ko so se razšli. 
Douglas P. je sodeloval še z mnogimi drugimi, med njimi  Boyd Riceom, LJDLP, Boyd Rice, itd. Ko se je Douglas P. preselil v Avstralijo je začel sodelovati tudi z Johnom Murphyijem. Ostali glasbeniki s katerimi je sodeloval so tudi Albin Jolius Martinek, s katerim sta posnela album Take Care & Control in Operation Hummingbird. Ta glasba je bila pogosto uvrščena med martial industrial žanr. 
Na albumu All Pigs Must Die je Pearce sodeloval z Andreasem Ritterjem iz neofolk skupine Forseti, ki je igral ne nekaterih pesmih na albumu. Death in June je igral tudi v živo skupaj s Forsetijem in je sodeloval pri njegovem albumu Windzeit. Ko je Forsetija zadela kap in je izgubil spomin in možnost igranje glasbe, je Pearce sodeloval z akustično glasbo Death in June na spominskem albumu Ritterju z naslovom Forseti Lebt, ki je izšel avgusta 2006. 
Od 2009 Death in June sodeluje z Mirom Snejdrom. Klavirski album Peaceful Snow, ki je bil izdan novembra 2010, sta naredila skupaj z Snejderom. Od 2012 Miro Snejdr koncertuje tudi skupaj Death in June. 

### Albumi
- The Guilty Have No Pride (1983)
- Burial (1984)
- Nada! (1985)
- The World That Summer (1986)
- Brown Book (1987)
- The Wall of Sacrifice (1989)
- Östenbräun (1989)
- But, What Ends When the Symbols Shatter? (1992)
- Rose Clouds of Holocaust (1995)
- Death in June Presents: Occidental Martyr (1995)
- Death in June Presents: KAPO! (1996)
- Scorpion Wind : Heaven Sent (1996)
- Take Care & Control (1998)
- Operation Hummingbird (2000)
- All Pigs Must Die (2001)
- Death in June & Boyd Rice : Alarm Agents (2004)
- Free Tibet (2006) MP3 release only via official website
- The Rule of Thirds (2008)
- Peaceful Snow/Lounge Corps (2010)
- The Snow Bunker Tapes (2013)

## Vplivi in estetika

### Vplivi
Na Death in June je močno vplivala televizija in film, filozof Friedrich Nietzsche, staroskandinavske Edde, saksonska poezija, Yukio Mishima in Jean Genet.  Pearce je izjavil, da je nanj prav tako imela vpliv industrial glasba in tradicionalna evropska glasba. 

### Estetika
Pearce pogosto uporablja kamuflažo in masko. Kamuflažna obleka je včasih iz druge svetovne vojne in je kontroverzna zaradi nemških oznak. Eden od simbolov skupine je tudi mrtvaška glava s številom 6, ki označuje šesti mesec junij. 
Pearce se pogosto predstavlja skupaj z runi. V enem intervjujev je rekel, da je ponosen, „da je Deat in June del evropske kulturne oživitve. Vesel sem, da so stari bogovi vstali za boljši svet.“.

## Kontroverznost
Mnogo kritik je bil Pearce deležen zaradi nošenja nekdanjih nacističnih simbolov. Sam je večkrat rekel, da je bil v začetku osemdesetih privrženec radikalne levice. Zaradi kontroverznosti je bilo več koncertov odpovedanih. Ko so Pearceja vprašali o zanimanju za tretji rajh je odgovoril: “Zanimam se za vse aspekte Tretjega rajha. Imel je zelo velik vpliv na svet. Kakorkoli, še vedno sem prebral več strani Das Kapital kakor pa Mein Kampf!”
Pearce, ki je odkriti homoseksualec je sodeloval z več etničnimi židi v njegovi glasbeni karieri. Igral je tudi na koncertu v Izraelu 18. Junija 2004, kjer je bila večinsko židovsko občinstvo.